# 3e armée régionale (Japon)
La 3e armée régionale (第3方面軍, Dai san hōmen gun) est une composante de l'armée impériale japonaise durant la Seconde Guerre mondiale. Basée au sud du Mandchoukouo, elle combat l'Union soviétique dans les derniers mois de la guerre.

## Histoire
La 3e armée régionale japonaise est formée le 29 octobre 1943 au sein de l'armée japonaise du Guandong en tant que force de réserve et de garnison destinée à maintenir l'ordre public au sud du Mandchoukouo étant donné que la plupart des divisions vétérans de l'armée du Guandong ont été envoyées sur les fronts de la guerre du Pacifique. Basée à Mukden, elle est principalement composée de réservistes peu entraînés, d'étudiants conscrits, et de miliciens, et ne dispose pas d'armes ou de matériel adéquats.
Les unités de la 3e armée régionale sont incapables de résister à l'invasion soviétique de la Mandchourie à la fin de la Seconde Guerre mondiale. Le général Jun Ushiroku refuse d'obéir à l'ordre de l'armée japonaise du Guandong de battre en retraite et lance une contre-attaque le long de la voie ferrée Mukden–Port Arthur qu'utilisent de nombreux civils japonais pour fuir. Uchiroku est cependant
entravé par le manque de soutien et de munitions, et le 13 août 1945, ses formations sont largement brisées. Une mutinerie de l'armée impériale du Mandchoukouo à Shinkyō met fin à ses tentatives de se regrouper. De nombreux survivants de la 3e armée régionale, dont le général Ushiroku, sont faits prisonniers en Sibérie et ailleurs dans l'Union soviétique après la reddition du Japon le 15 août 1945.

## Commandement

### Commandants
|   | Nom                     | De              | À            |
| - | ----------------------- | --------------- | ------------ |
| 1 | Général Naozaburo Okabe | 29 octobre 1943 | 25 août 1944 |
| 2 | Général Jun Ushiroku    | 25 août 1944    | 15 août 1945 |

### Chef d'état-major
|   | Nom                         | De              | À               |
| - | --------------------------- | --------------- | --------------- |
| 1 | Major-général Yo Watanabe   | 29 octobre 1943 | 26 octobre 1944 |
| 2 | Major-général Masao Yano    | 26 octobre 1944 | 23 mars 1945    |
| 3 | Major-général Kazama Otsubo | 23 mars 1945    | 15 août 1945    |